# Декаметоксин
Декаметоксин — антисептик та протигрибковий препарат для місцевого застосування.

## Фармакологічні властивості
Декаметоксин — синтетичний антисептик та протигрибковий препарат для місцевого застосування. Механізм дії препарату полягає у порушенні проникності цитоплазматичної мембрани бактерій та грибків шляхом з'єднання з фосфатидними групами ліпідів мембрани. Чутливими до декаметоксину є такі збудники: стафілококи, стрептококи, Corynebacterium spp., Stomatococcus spp., Pseudomonas aeruginosa, Candida spp., Microsporum spp., Trichophyton spp., Aspergillus spp., Penicillium spp., лямблії, трихомонади, препарат має також вірусоцидну дію. Препарат інактивує дифтерійний анатоксин. Дані за всмоктування декаметоксину зі слизових оболонок, неушкодженої шкіри та поверхні рани, а також за системний метаболізм препарату відсутні.

## Показання до застосування
Декаметоксин застосовується для місцевого лікування захворювань порожнини рота (стоматити, виразково-некротичний гінгівіт, дистрофічно-запальна форма пародонтозу I—II ступеня у стадії загострення), глотки, гортані (при ґінґівіті, кандидозі слизової оболонки порожнини рота, фарингіті, ларингіті, тонзилітах); для санації порожнини рота, глотки, носоглотки у носіїв патогенного стафілококу, дифтерійної палички, кандиди; профілактика вторинної інфекції після хірургічних втручань у порожнині рота, зіві, гортані; місцево також для лікування гнійничкових бактеріальних та грибкових захворювань шкіри, мікробної екземи, гнійно-запальних уражень м'яких тканин (абсцеси, карбункули, флегмони, фурункули, гнійні рани, панариції). Також застосовується ендобронхіально при абсцесі легенів, бронхоектатичній хворобі, кістозній гіпоплазії легенів, ускладненій нагноюванням, хронічному бронхіті у фазі загострення. Місцево застосовується при проктиті та виразковому коліті. В офтальмології у вигляді очних крапель застосовується при кон'юнктивіті та блефарокон'юнктивіті та для обробки контактних лінзДекаметоксин застосовується також для стерилізації медичних інструментів, приладів, шовного матеріалу, гумових рукавичок та для хімічної стерилізації та консервації кістково-сухожильних трансплантатів.

## Побічна дія
При застосуванні декаметоксину зрідка (1/1000—1/100) можливі наступні побічні ефекти: висипання на шкірі, свербіж шкіри, гіперсалівація, при ендобронхіальному введенні — рідко (1/10000—1/1000) відчуття жару за грудиною.

## Протипокази
Декаметоксин протипоказаний при підвищеній чутливості до препарату. З обережністю застосовується препарат при вагітності та годуванні грудьми.

## Форми випуску
Декаметоксин випускається у вигляді таблеток для розсмоктування у роті по 0,2 г.; 0,2 % розчину по 2, 5, 50, 100, 200, 250, 400, 500, 1000, 2000 , 3000 , 5000 мл; вушних крапель по 5 та 10 мл 0,05 % спиртового розчину; очних крапель по 5 та 10 мл водного розчину.